# Villamaina
Villamaina es uno de los 119 municipios o comunas ("comune" en italiano) de la provincia de Avellino, en la región de Campania. Con cerca de 1.005 habitantes, se extiende por una área de 9 km², teniendo una densidad de población de 112 hab/km². Linda con los municipios de Frigento, Gesualdo, Paternopoli, Rocca San Felice, Sant'Angelo dei Lombardi, y Torella dei Lombardi.

## Historia
Cuenta una leyenda difundida en Villamaina, que el Emperador Carlomagno durante su paso por esta zona, hacia el siglo VII, le tocó acampar en este lugar donde solo existía una comuna (villaggio) Le resultó tan acogedor el sitio que decidió que allí se fundase un pueblo con un nombre formal asociable al suyo, el cual fue Villa Magna, poco a poco en el coloquial dialecto de la región fue cambiando, hasta ser Villamaina. Es de notar que durante la retirada de los alemanes durante la II Guerra Mundial pasaron por el pueblo, y además a tan solo 5 km pueblos como Gesualdo fueron bombardeados por los estadounidenses, que los atacaban. Otro momento azaroso para el pueblo como para otros tantos de esta región, que también recibe el nombre de Irpinia, fue el terrible terremoto de 1980, el cual los devastó fuertemente, sin embargo su reconstrucción ha permitido en gran parte que cuenten actualmente con un urbanismo más moderno.

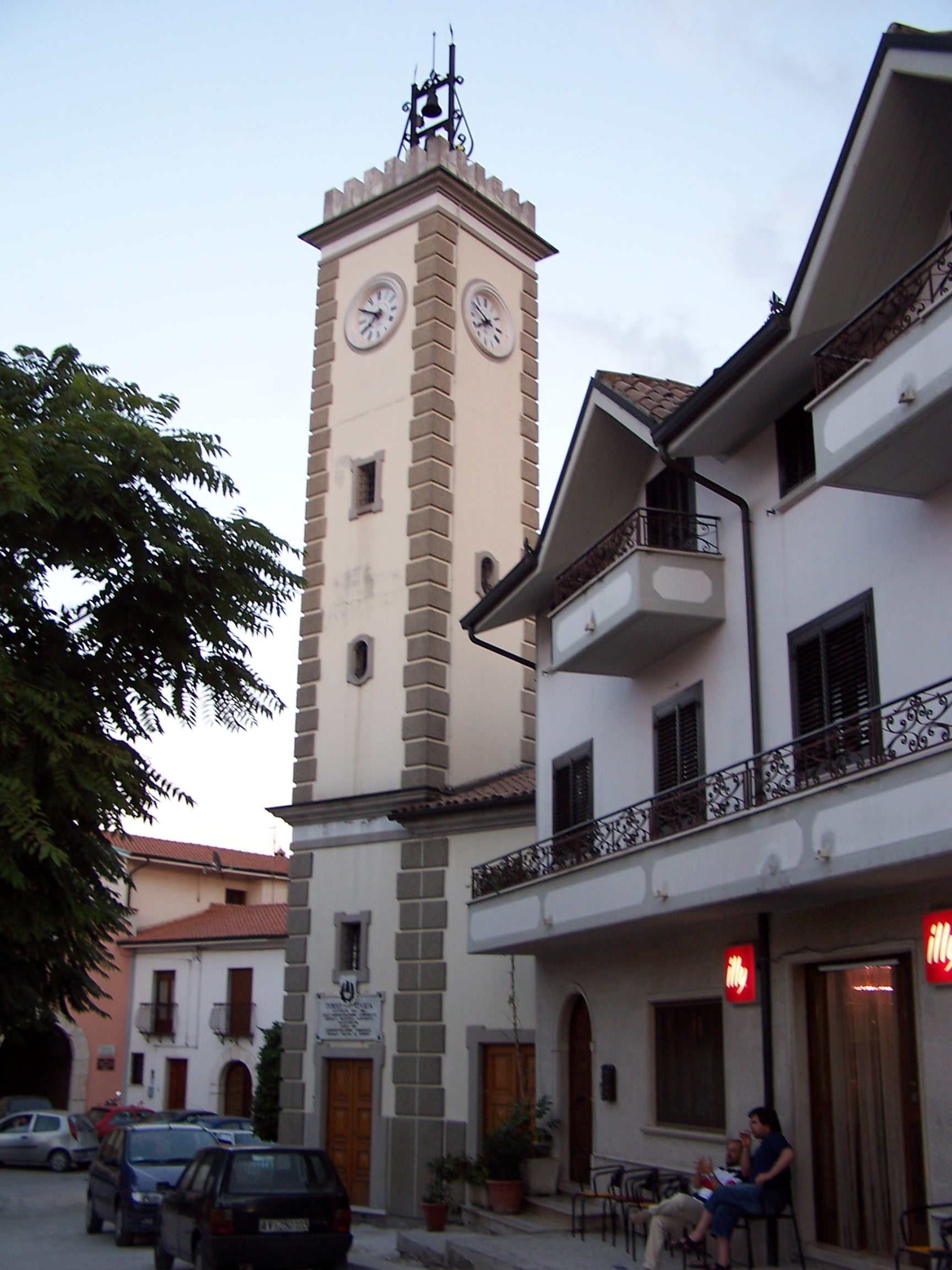
Torre campanaria de la Iglesia de San Roque, reconstruida después del terremoto de 1980.

El campanario de la Iglesia de San Roque, ha constituido un icono del pueblo, pues domina su parte más alta por lo que puede ser visto a la distancia en lo más alto de la colina (560 m s. n. m.), por lo que fue reconstruido después del terremoto que azotó la región el 1980, además tanto campanario como iglesia son elementos fundamentales del entorno de la plaza principal del pueblo "Piazza Risorgimento" que significa precisamente Resurgimiento.

## Lugares de interés

### La fonte di Formulano
Vendría a significar "La Fuente de Formulano", queda en la vertiente de atrás del pueblo denominada Antica, que da al río del valle, casi a mitad del trayecto hasta el mismo, ahora hay una moderna via que lleva hasta allí, pero en el pasado se bajaba del pueblo por caminerias que pasaban por los sembradíos que se ubican en la falda de la colina, y era precisamente esta fuente la principal provision de agua del pueblo antes de existir los acueductos.

### Balneario-Terme
Irónicamente podríamos decir que el balneario de todos los jóvenes, es el río Fredano que queda en el fondo del valle bajando la colina del pueblo, pero para los entrados en edad este balneario se refiere a las aguas termales cercanas al pueblo (3 km) que coloquialmente ellos denominaban "I bagni" y donde actualmente existe un bien constituido y moderno establecimiento abierto en 1997, que ofrece sus servicios en este tipo de opción terapéutica, que recibe el nombre de "Terme di San Teodoro"
Es de hacer notar que antiguamente, a veces en las noches en sus cercanías y a veces hasta desde el propio pueblo se podía detectar en el aire el olor característico de las aguas (llamado mefita) con su alto contenido sulfuroso y otros minerales, que son apreciados por sus propiedades terapéuticas y con excelentes resultados.
Hoy por hoy como pueden ver en el enlace a su sitio web, actualmente este centro también ofrece un completo hotel con diferentes piscinas externas.

### La central eólica
Aprovechan estas imponentes estructuras la altura de Frigento pueblo ubicado al frente de Villamaina, en una cuasi montaña, por lo que el viento que sopla fuertemente a ese nivel sirve para propulsar las turbinas que servirán para generación de energía

## Fracciones
Antica, Bagni, Buffone (Toppolo), Campoluongo, Cerasito, Cesine, Cisterne, Conche, Costa, Croce, Demanio, Fontanelle, Formulano, Fulitto, Isca, Madonna delle Grazie, Lenze, Luccolo, Mazzarella, Melazzo, Osco, Piro, Ponterutto, Pretachiana, Rasole, San Giovanni, San Paolino, Santa Caterina, Sarzano, Sicciano, Sotto le Coste, Taverna, Vertoli, Puntiddi, Vallipara.

## Demografía
| Gráfica de evolución demográfica de Villamaina entre 1861 y 2001 |
|                                                                  |
| Fuente ISTAT - elaboración gráfica de Wikipedia                  |